# Germán Monroy Block
Germán Monroy Block (La Paz, 13 de noviembre de 1914 - 7 de abril de 1986) fue un abogado y político boliviano. Fue ministro de estado, diputado, embajador y ministro de la Corte Suprema de Justicia. Fue uno de los fundadores del Movimiento Nacionalista Revolucionario. Fue padre del músico boliviano Manuel Monroy Chazarreta y del exalcalde de La Paz, Germán Monroy Chazarreta.

## Primeros años
Hijo de Manuel Monroy Villagra, técnico ferroviario, y Concepción Block, cochabambina de origen alsaciano, vivió parte de su niñez en el distrito ferroviario de Viacha. Realizó estudios secundarios y obtuvo el bachillerato en el Colegio San Calixto de La Paz.
En 1932 estalló la Guerra del Chaco y Monroy partió al frente de batalla. En un episodio del conflicto, recibió un disparo en la rodilla izquierda, que en lo sucesivo le obligó a caminar con cierta dificultad. A su regreso, estudió derecho y de tituló de abogado por la Universidad Mayor de San Andrés. Fue dirigente de la Federación Universitaria de La Paz, desde donde apoyó al régimen del presidente Germán Busch Becerra.

## Nacionalismo Revolucionario
En 1940 fue elegido diputado, alineado con otros parlamentarios independientes de izquierda como Víctor Paz Estenssoro, y periodistas como Carlos Montenegro y Augusto Céspedes, del matutino La Calle. En 1942 en Viacha, Monroy fue uno de los fundadores del Movimiento Nacionalista Revolucionario, junto a Paz Estenssoro, Montenegro, Céspedes, Hernán Siles Suazo, Walter Guevara Arze, José Cuadros Quiroga, Javier del Granado, entre otros.
En 1943 la situación política en Bolivia dio un giro al producirse el golpe de Estado que propulsó al teniente coronel Gualberto Villarroel a la presidencia. Villarroel contaba con el apoyo del MNR y de la logia militar Razón de Patria (RADEPA). Sin embargo a pocos meses de tomar el poder, todos los representantes del MNR tuvieron que retirarse del gabinete ejecutivo, por presiones externas y acusaciones de vinculación al nazismo y al comunismo. Una vez reconocido el gobierno por la comunidad internacional, los miembros del MNR volvieron al poder ejecutivo en diciembre de 1944, y Monroy ocupó el cargo de ministro de trabajo, en un gabinete en el que también estaban Paz Estenssoro y Julio Zuazo Cuenca.
El derrocamiento violento y ejecución de Villarroel en 1946, en manos de grupos alentados por conservadores y sectores de extrema izquierda, obligaron a Monroy a refugiarse en la embajada de Paraguay, para luego ser exiliado a la Argentina. Monroy pasó los seis años entre el derrocamiento de Villarroel y la revolución de 1952, conocido como el «sexenio», exiliado en Argentina. Junto a Montenegro, Céspedes y Paz Estenssoro, se dedicó a organizar el partido y la insurrección. En esos años de exilio, conoció a la guitarrista Anita Chazarreta, con quien contrajo matrimonio.

## La Revolución de 1952
La victoria electoral del MNR en 1951, anulada por el autogolpe de Mamerto Urriolagoitia, fue decisiva para la movilización social que culminó en la revolución de 1952. El MNR, con Paz Estenssoro como presidente, asumió el gobierno.
Durante el segundo mandato de Paz Estenssoro (1960-1964), Monroy Block fue nombrado embajador de Bolivia en Santiago, Chile. Durante su gestión diplomática se desencadenó la llamada cuestión del Río Lauca, cuyas aguas se habrían desviado sin el consentimiento de Bolivia, según este país. El entuerto diplomático terminó con la orden de Paz Estenssoro de convocar al embajador Monroy Block en febrero de 1963, cortando las relaciones diplomáticas con Chile. Salvo un corto periodo durante la dictadura de Augusto Pinochet, las relaciones entre ambos países se mantienen suspendidas.

## Últimos años
Durante las dictaduras militares en Bolivia, Monroy Block fue exiliado y se opuso a los distintos regímenes autoritarios. Al retornar la democracia a Bolivia en 1982, fue nombrado Ministro de la Corte Suprema de Justicia, cargo que ocupó hasta su muerte en 1986. Fue velado con honores y se decretó duelo nacional como homenaje a su trayectoria.